# Tīlkū
Tīlkū (persiska: تیلکو, يران شاه, يران خواه, ميرزا يرانشاه, ميرانشاه, Tīlkūh, تيلكوه) är en ort i Iran.   Den ligger i provinsen Kurdistan, i den nordvästra delen av landet, 400 km väster om huvudstaden Teheran. Tīlkū ligger 1 949 meter över havet och antalet invånare är 966.
Terrängen runt Tīlkū är kuperad åt sydväst, men åt nordost är den platt. Terrängen runt Tīlkū sluttar västerut. Runt Tīlkū är det ganska glesbefolkat, med 28 invånare per kvadratkilometer. Tīlkū är det största samhället i trakten. Trakten runt Tīlkū består i huvudsak av gräsmarker.